# Nakaseke (district)
Nakaseke is een district in Centraal-Oeganda.
Nakaseke telt 138.011 inwoners.